# Stanisław Staszic
Stanisław Wawrzyniec Staszic (født 6. november 1755 i Piła, Polen, død 20. januar 1826 i Warszawa) var en polsk præst, filosof, statsmand, geolog, poet, forfatter og leder af den polske oplysning, berømt for sit arbejde i Den fireårige Sejm (1788-1792) og dennes konstitution (3. maj 1791). 
Staszic voksede op i en borgerfamilie i Piła. Efter at have fuldført jesuiterskolen i Poznań blev han katolsk præst. Mellem 1779 og 1781 fortsatte han sine teologiske studier i Frankrig og Tyskland